# 魔域幻境之浴血戰場2004
《魔域幻境之浴血戰場2004》（台湾又译作，簡稱UT2004）
。由英佩数码（開發，內容基本上完全延續前作魔域幻境之浴血戰場2003（Unreal Tournament 2003，以下簡稱UT2003）但是加入了相當多的新要素，可以說是UT2003的完全版，但是就內容來說也足以當成一款新遊戲。
《魔域幻境之浴血戰場2004》的劇情上延續了UT2003，戰（Xan）以及史卡治（Skaarj）一族重新崛起，玩家要從初始的教學戰鬥到自行組隊、從單人死鬥到團隊合作，最後挑戰四大戰鬥王者獲得冠軍寶座。
遊戲跟前作一樣採用了魔域幻境引擎2.0，並且活用了舊引擎呈現了超廣大的地圖，聲光效果仍舊是屬於相當高級的。
UT2004改善了UT2003乏善可陳的內容，並且加入了相當多讓人驚異的新要素，重點是載具的加入讓本作的玩法再度大幅度的變動，遊戲的節奏也變得更快，除了一雪UT2003的前恥，甚至整體的表現還超越了經典的魔域幻境之浴血戰場（Unreal Tournament，以下簡稱UT99）。

## 遊戲模式
遊戲的模式沿襲了UT2003，但是增加了猛攻（Onslaught），並且前作缺乏的突擊（Assault）也在本作復活。

### 突擊（Assault）
UT99的模式在UT2004復活並且進化，這一次的突擊模式玩法一樣，但是增加了可以使用載具來達成任務，甚至有些關卡會在宇宙中進行宇宙戰。

### 猛攻（Onslaught）
因應載具增加的新模式，雙方的基地會擁有一台巨大的發電機，而雙方的目標也正是要破壞掉對方的發電機，只是發電機具有護盾立場，想要解除立場的話必須要藉由佔領相連的據點來解除其護盾立場，所以雙方在該模式中最大的課題就是要如何運用各種載具，佔領並且守護據點、消滅任何防衛據點的敵人，最後將己方的據點延伸到對方的發電機之後就可以進行最後的基地破壞行動了，只要將發電機破壞掉就可以得分。

## 武器
武器沿襲UT2003，但是因應載具的加入而增加了蜘蛛地雷（Mine Layer）、榴彈發射器（Grenade Launcher）、反載具火箭發射器（Anti-Vehicle Rocket Launcher）跟目標標定器（Target Painter），而狙擊步槍（Sniper Rifle）在本作也復活了，另一些舊武器也作了不小的修改，讓遊戲的平衡達到了一種極致。

### 突擊步槍（Assault Rifle）
跟UT2003比較起來外型改變，攻擊方式跟前作一樣，但是可以撿第二把來使用雙槍攻擊。

### 蜘蛛地雷（Mine Layer）
猛攻（Onslaught）模式專用武器，佈置在地上的機械蜘蛛會自動偵測並且接近任何靠近它的東西，或是可以藉由雷射導引的方式來指揮這些機械蜘蛛。

### 連結槍（Link Gun）
連結槍在猛攻（Onslaught）模式中扮演了相當重要的武器，電漿雷射除了可以將生物化成骸骨之外，還可以進行載具及據點的維修工作，另外剛佔領的據點也可以利用電漿雷射來加快佔領的速度，但是連結槍無法修復受損的發電機以及任務相關的設施。

### 榴彈發射器（Grenade Launcher）
性質類似雷神之錘III團隊競技場的地雷槍，可以將榴彈黏在任何生物或是載具上面，然後近距離引爆來重創目標。

### 反載具火箭發射器（Anti-Vehicle Rocket Launcher）
簡稱AVRiL，猛攻（Onslaught）模式專用武器，可以鎖定載具發射一枚追蹤反載具飛彈，對載具傷害相當大，但是無法鎖定無人駕駛的載具以及生物。

### 狙擊步槍（Sniper Rifle）
突擊（Assault）模式專用武器，跟UT99功能一樣，而且也沒有閃電槍（Lightning Gun）發射時會暴露蹤跡的缺點，但是發射之後會產生大量濃霧。

### 離子標定器（Ion Painter）
功能跟前作一樣，不同的是本作的離子砲擊方式是從天空降下三道離子雷射，所以只要有天空的地方就可以呼叫離子砲擊。

### 目標標定器（Target Painter）
猛攻（Onslaught）模式專用武器，呼叫鳳凰（Phoenix）進行一直線區域性的轟炸，重創敵方基地。

## 載具
從UT2004開始，載具成為了主要的攻擊主力之一，使得遊戲的玩法產生了重大的變化。

### 飛魚（Manta）
浮游機車，配備一具小型電漿砲，可以於地面或是水面上快速移動，機身兩邊的渦輪引擎還可以將敵人的頭絞碎，但是裝甲薄弱，不擅於對付其他種類的載具，而且有被狙擊槍爆頭的風險。

### 天蠍（Scorpion）
越野車，配備一具連結電漿砲，只要被連結電漿黏到的東西都會造成傷害，被黏到越多節則傷害力越大，另外天蠍還配備了一對伸縮刀刃，可以展開將兩側的生物砍成兩半，但是當刀刃碰到較堅硬的物體或地形時會斷掉。

### 攪亂者（Hellbender）
越野吉普車，可供三人乘坐，一個負責駕駛，一個負責操控衝擊砲台，一個負責操控雷射砲台。三個合作無間的駕駛員可以讓攪亂者變成一台極具破壞性的高機動戰車，在突擊（Assault）模式中通常會提供裝甲值較高的攪亂者給攻擊方搭乘。

### 自走機動戰術砲（Self Propelled Mobile Artillery）
UT2004 Editor's Choice Edition擴充包增加的載具，簡稱SPMA，可供兩人乘坐，一個負責駕駛以及操控主砲，一個負責操控衝擊砲台。SPMA是極佳的支援性兵器，可以從遠處進行敵方基地的破壞，但是不擅長防禦攻擊，所以要提防空中單位以及逼近的載具。

### 葛萊斯（Goliath）
重型坦克，可供兩人乘坐，配備有一門重型主砲，可以一砲轟殺輕型載具以及生物，而副駕駛則操控主砲上面的機槍掃射任何接近的敵人。

### 帕拉丁（Paladin）
UT2004 Editor's Choice Edition擴充包增加的載具，重型電漿砲坦克，配備一門裝載了護盾產生裝置的電漿砲，電漿砲對付載具擁有極佳的破壞力，而且帕拉丁還能產生可以抵擋數枚砲彈攻擊的護盾力場，若有敵人接近的話可以藉由將電漿砲彈擊到護盾力場的方式來產生衝擊波，重創週遭的敵人。

### 離子坦克（Ion Tank）
突擊（Assault）模式專用載具，可供兩人乘坐，性能跟葛萊斯（Goliath）相同，但是擁有更厚重的裝甲，並且配備了一門離子主砲，每一發都擁有離子衝擊的強大破壞力，通常是要運送及保護的載具。

### 巨獸（Leviathan）
重型機動要塞，可供五人乘坐，一人負責駕駛以及操控主要的追蹤飛彈砲台，另外四人則控制小型離子砲台，巨獸擁有超厚的裝甲，這也代表它移動速度極慢，但是它可以部署變成攻城模式，原本的追蹤飛彈砲台會變成離子雷射發射台，不管是如何堅固的建築物都可以在一瞬間被摧毀。

### 猛禽（Raptor）
輕型攻擊機，配備有一具小型電漿砲，以及反載具火箭發射器，但是只能夠鎖定飛魚（Manta）以及空中單位，猛禽是偵查及突襲的絕佳兵器，操控得當的話可以擾亂敵方的佔領行動，不過要小心敵方的反載具飛彈。

### 飛蟬（Cicada）
UT2004 Editor's Choice Edition擴充包增加的載具，重型區域性轟炸機，可供兩人乘坐，一人負責操控以及執行飛彈轟炸，一人負責操控電漿砲台以及誘導反載具飛彈的工作，飛蟬具有對一塊區域進行大規模飛彈轟炸的能力，可以快速將敵方的建築設施破壞掉，但是較不擅於對付其他移動速度快的載具。

### 鳳凰（Phoenix）
重型戰術轟炸機，此載具在目標標定器（Target Painter）標定一個區域之後便會從遠處出現，到達目標地區之後便會連續投擲威力強大的炸彈轟炸該區域，所有在此轟炸區域的東西都會嚴重受到破壞。

### 人類太空戰鬥機（Human Space Fighter）
突擊（Assault）模式專用載具，宇宙戰專用載具，配備一具小型電漿砲，以及反載具火箭發射器，另外本身還具有輕型的護盾力場保護機身，通常是攻擊方搭乘的載具。

### 史卡治太空戰鬥機（Skaarj Space Fighter）
突擊（Assault）模式專用載具，宇宙戰專用載具，配備一具小型電漿砲，以及反載具火箭發射器，另外本身還具有輕型的護盾力場保護機身，通常是防守方搭乘的載具。

### 砲台（Turret）
配備兩具雷射砲，可以連續發射雷射重創任何膽敢接近的敵人及載具。

### 機槍砲台（Minigun Turret）
突擊（Assault）模式專用載具，配備一門大型迷你機槍，擁有比個人版的迷你機槍更快的射擊速率，可以更有效率的掃射敵人。

### 連結砲台（Link Turret）
突擊（Assault）模式專用載具，配備一門大型連結砲，可以連續發射電漿砲彈，或是發射電漿雷射來維修機械，威力比個人版的連結槍更強。

### 離子砲台（Ion Cannon）
突擊（Assault）模式專用載具，配備一門離子砲，可以發射破壞力強大的離子光束。

### 母艦砲台（Mothership Turret）
突擊（Assault）模式專用載具，宇宙戰專用載具，裝載兩具小型電漿砲，並且可以展開小型護盾立場，通常裝置在戰艦的外側，防守方可以在戰艦內部操控並且攻擊敵方的載具，就算無人操控也會自動鎖定並且攻擊敵人。

## 主要登場人物
在UT系列中，通常會有一些比較受歡迎的人物造形會成為之後續作仍舊會登場的角色，甚至是變成了隱藏的頭目。

### 馬爾坎（Malcolm）
UT系列唯一的地球人，戰鬥天才，無論是體能還是智慧都是無人能匹敵，而且也擁有優秀的領導能力，在UT99中跟布拉克及羅蓮組隊擊敗了戰成為了冠軍隊伍，之後在UT2003中一直當個冠軍衛冕者，在UT2004時戰（Xan）的復出使得馬爾坎的冠軍地位再度受到嚴重的挑戰。現在是四大戰鬥王者之一。

### 布拉克（Brock）
跟馬爾坎組隊的冠軍候選之一，有著相當優秀的射擊技術，但是性格有些叛逆，據聞他曾經因為一些小衝突殺了他的教官。現在跟馬爾坎分道揚鑣自行組隊，重新開始了他的邁向冠軍之路。

### 羅蓮（Lauren）
跟馬爾坎組隊的冠軍候選之一，跟布拉克是同一星球出生的青梅竹馬，有著相當敏捷的體能，在戰場上她有著如同野獸般的凶狠，絕對不會對敵人手下留情。跟布拉克一樣，與馬爾坎分道揚鑣之後自行組隊，與其他隊伍展開激烈的比賽競爭。

### 高治（Gorge）
UT2003初次參賽的新角色，在跟馬爾坎的比賽中吃了首次的敗仗，從此相當痛恨馬爾坎，體格壯碩，脾氣暴躁，喜歡到處破壞，連他的支持者有時也會變成他出氣的對象，不過無可否認的是個憑著敏銳的本能戰鬥的天才。現在是四大戰鬥王者之一。

### 戰（Xan）
原主辦UT的機械人，在UT99中擔任最終頭目，隨後又在UT2004中復出並且再度擔任最後頭目，擁有超高的射擊技術，並且因為是機械人的關係相當的不怕打、無感情，攻擊毫不留情，可以在一瞬間命中敵人致命的要害，向來是單打獨鬥而且所項披靡。製造了不少機械人並且也讓它們參賽，但是還沒有任何一個機械人曾經打敗過它。現在是四大戰鬥王者之一。

## 外部連結
- 魔域幻境總系列官方網站 （页面存档备份，存于）
- 浴血戰場系列官方網站 （页面存档备份，存于）
- Planet Unreal
- BeyondUnreal （页面存档备份，存于）
- UT系列相關檔案集中營 （页面存档备份，存于）
- UT模組 （页面存档备份，存于）
- Unreal Wiki
- UTPG.org （页面存档备份，存于）—社群支援的UT更新計畫